# طالع‌بینی زایچه

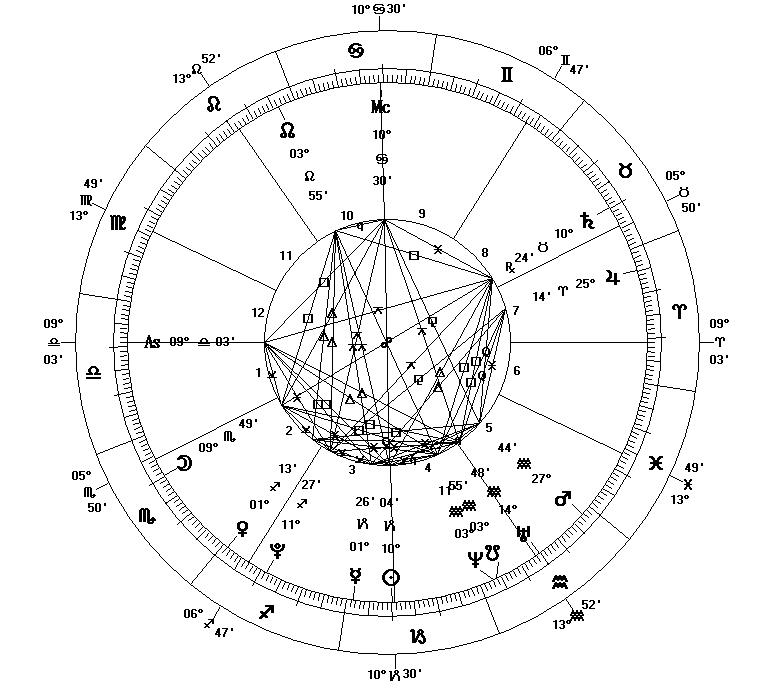
چارت تولد یا زایچه. به کمک آن میتوان به ویژگی های شخصیتی خود پی برد. با تحلیل نقاط ضعف و قوت شخص در چارت، تصمیماتی در باب شغل، تحصیلات، همسر و ... گرفت.

طالع‌بینی زایچه (انگلیسی: Horoscopic astrology) شکلی از طالع‌بینی است که از زایچه، نمایشی بصری از آسمان، برای یک لحظه خاص در زمان برای تفسیر معنای ادعا شده در پشت هم‌ترازی سیارات در آن لحظه استفاده می‌کند. ایده این است که قرار گرفتن سیارات در هر لحظه از زمان ظاهراً منعکس کننده ماهیت آن لحظه و به ویژه هر چیزی است که در آن زمان متولد می‌شود.